# Suyun Üstü
Suyun Üstü (títol internacional: Afloat) és una pel·lícula turca del 2023, dirigida per Aslihan Unaldi. La pel·lícula es realitzà amb un pressupost de 200.000 dòlars, i comptà amb finançament del Tribeca Film Institute.

## Sinopsi
Es narra la història de Zeynep, una dona turca de 35 anys viu a Nova York. Ella arriba al poble costaner de Muğla amb el seu marit nord-americà per tal de tindre un reencontre amb la seua família trencada; Els pares estan divorciats, el pare perseguit judicialment pel govern d'Erdogan, i la seua germana està separada de la família. La família emprendrà un viatge amb vaixell d'una setmana, que alhora és l'última oportunitat que té Zeynep perquè el seu pare, Yusuf, un periodista opositor encausat, torne a connectar amb les seues filles, abans d'entrar en presó.

## Producció
Per la seua temàtica, la pel·lícula no rebé cap ajuda pública a la República de Turquia. Per això, es realitzà amb un pressupost limitat, de 200.000 dòlars.
Alguns dels actors, com el protagonista, Serhat Ünaldi, que a més era el pare de la directora, no eren professionals, i de fet esta és la seua primera aparició en una pel·lícula.

## Recepció
La pel·lícula s'estrenà a l'Adana Altin Koza Film Festival, a Turquia. L'estrena sudamericana ocorregué a São Paulo, i l'estrena europea es realitzà a la XXXVIII edició de la Mostra de València.